# Nadinidae
Nadinidae — родина двобічно-симетричних тварин класу Ацели.

## Класифікація
Родина включає в себе 1 рід з 2 видами:
- Рід Nadina
- Nadina evelinae (Marcus, 1952)
- Nadina pulchella Uljanin 1870